# 黑的士
在中國內地，無牌經營的非法計程車又被稱為「黑的士」(簡稱黑的)。經營模式與香港影子的士類似，只是使用的車子不是的士，而是普通轎車。

## 營運方式
黑的通常以車隊形式存在，其本身就是犯罪團體或與犯罪團體關係密切。車隊通常在深夜時份，於正規的士不覆蓋的地方聚集候客，以合乘的方式招攬客人。由於黑的是普通轎車，所以沒有計程器，由黑的給出定價，再由乘客還價。正規的士在非城市的地區的經營利基不大，所以沒有服務覆蓋(只有去程的士，沒有回程的士；深夜時份連回程的士都沒有)。這樣就為黑的營造了生存空間。

## 影响
因為黑的屬無牌經營，乘坐黑的對乘客的生命及財產安全造成很大的隱患，萬一出現爭執，也沒辦法找到黑的；黑的也是嚴重犯罪行為的溫床。

## 價格
黑的沒有營業牌照等費用，營運團體又與正規的士正面競爭，所以價格一般會比正規的士便宜；但也有黑的士會利用信息不對稱進行提價。反觀正規的士會有挑客的問題。

## 相關
- 野雞車
- 影子的士
- 摩的